# 反军演说
《反军演说》（日语：反軍演説），全称《关于处理支那事变的质问演说》（日语：支那事変処理に関する質問演説；支那事変処理を中心とした質問演説），是指1940年2月2日在帝国议会众议院上由立宪民政党的斋藤隆夫所做的质询演说。演说中，斋藤隆夫批判了1938年底所做的《近卫声明》，并称之为欺诈，并对汪精卫政府的治理能力表示怀疑。他质疑所谓的“东亚新秩序”是对侵略行为之美化，无视民众之牺牲。军方对他的发言表示愤怒，众议院议长小山松寿下令将演说的后半部分从国会的速记记录中删除。斋藤隆夫被交由惩戒委员会，最后交由众议院全体会议于1940年3月7日投票驱逐斋藤隆夫。

## 背景

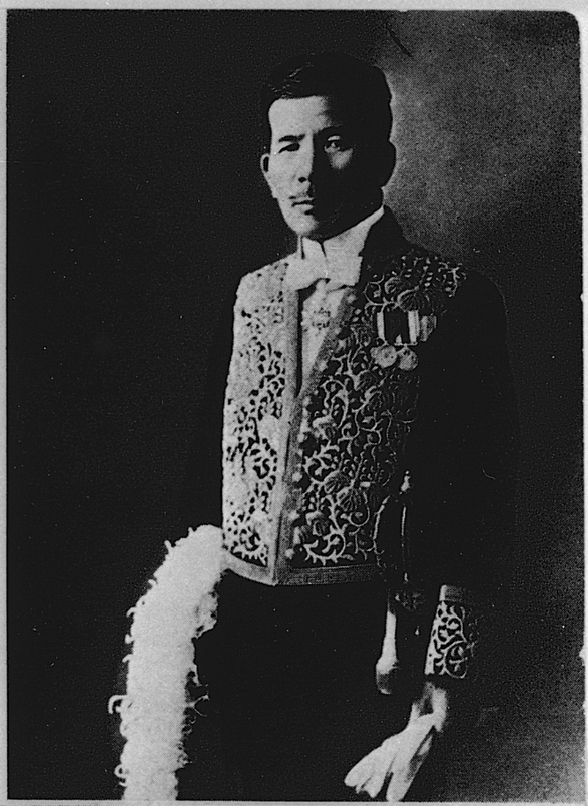
斋藤隆夫

斋藤隆夫在1936年的《肃军演说》中批评军部政治干预等引起了国民的关注，但随后他受到警察和军方的监视，甚至遭到了威胁信等攻击。此外，在《国家总动员法》相关的质问演说中，斋藤隆夫指出了《国家总动员法》的危险性，但立宪政友会和立宪民政党这两大政党却无视了他的主张，一致通过了该法案。随后，由于过劳导致摔倒受伤，斋藤隆夫卧床养病。随着1937年中日战争的持续，越来越多的来信询问为何斋藤隆夫保持沉默等类似问题陆续送到了他的病床前，为了将国民的声音传达给议会，他决定再次登台发表演说。
1940年1月14日，阿部信行内阁总辞职，16日亲英美派的米内光政内阁成立。此后在第75届议会召开的众议院本会议上，就2月2日的议题“对国务大臣演说的质询”中，由斋藤隆夫在下午3时起长达一个半小时的以处理中日战争为中心的提问演说。由于斋藤隆夫长时间未登台演讲，听众席座无虚席。议会召开后，民政党院内主任总务俵孫一通告了斋藤隆夫的提问意图，民政党总裁町田忠治事前尝试阻止斋藤隆夫的演说。

## 议会答辩
1940年2月2日，斋藤隆夫在众议院全体会议上发表了关于支那事变处理的质问演说。其中斋藤隆夫质疑《近卫声明》是否是中国战事最好的解决办法，也质疑日本政府支持汪精卫政权的合理性。在他看来，只有东亚和平，世界才能和平，故而要追究七七事变以来日本历届政府的责任，并对现任内阁提出警告。斋藤隆夫指出，日本处置中日争端是为了“建立东亚新秩序”是战争爆发后在1938年《近卫声明》才首次出现，并质疑政府提出的所谓“东亚新秩序”实质是对侵略的掩饰。
随后，米内总理、财政大臣樱内幸雄、亚洲局总务长柳川平助等作出了答辩，但斋藤隆夫仍然感到不满:352。此外，陆军大臣畑俊六没有发表答辩。演讲期间，军务局长武藤章已现怒色，并在演讲后立即表达了对演讲内容的强烈不满，并敦促政府采取严厉措施。:369-370畑俊六则在演讲后感叹道，“真是说得够好的啊”，政府委员武藤章和興亚院政务部长鈴木貞一也相互看着苦笑。
此外，作为众议院议长和民政党成员，小山松寿在斋藤隆夫演讲期间做了两张备忘录，谈及“圣战之美名”、“在精神运动中，没有一个人知道战争的目的”等内容，并交给了众议院书记官长大木操。根据职权，他删除了演讲约三分之二的内容，约一万字，其中涉及对军方的批评。大木操虽然曾经抗议，但最终还是屈服于小山松寿的压力，并在日记中懊悔，认为应当为原则而战。:237对斋藤隆夫的攻击开始后，民政党干部感到紧张，一方面向陆军施压，另一方面试图通过删除斋藤隆夫演讲内容的速记记录来化解危机。:370然而，由于新闻审查程序延误，地方报纸在次日还是发布了斋藤隆夫反军演说的全部内容，:371导致反军演说在各地报道，随后通过外电传播。:241演讲在中国得到了广泛报道，也在美国得到报道。:242-244由于第二次世界大战刚刚开始，反军演说在欧洲各国之报道规模有限。 :244
斋藤隆夫的批评只是代表当时普通民众对政府的普遍不满，但政府和陆军不愿意在公开场合发表此类言论。他们担心，这样的批判传播到海外，会影响到中日争端之解决。:90-91自2月2日的反军演说后，陆军、时局同志会和社会大众党开始攻击斋藤隆夫，指责他的演说“亵渎了圣战目的”，后来海军也加入了攻击。 :88但斋藤隆夫并未受到国民的批评，反而有很多感谢和鼓励的电报和信件寄给了斋藤隆夫。:352

## 剥夺议员资格

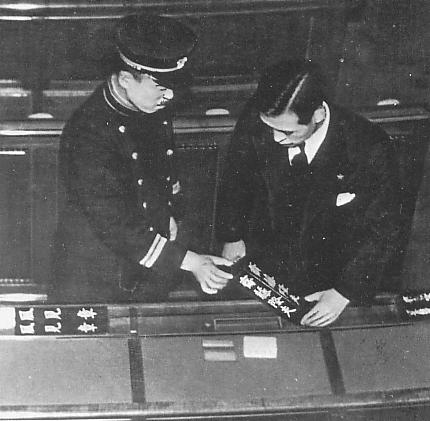
日本众议院驱逐斋藤隆夫

民政党干部看到军部等对斋藤隆夫的攻击态势不减，于是决定尝试让斋藤隆夫“自愿辞职”。:373在反军演说的次日清晨，民政党党常任顾问小泉又次郎和主任总务俵孙一试图通过向斋藤隆夫提出退党的建议，以控制局势。斋藤隆夫表示，如果他对党造成影响，那么他将不得不接受这一建议。此外，受到了党主席町田忠治的指示，同党议员建议他自愿辞去议员职务，但斋藤隆夫坚决拒绝。2月3日晚上9点，眾议院本会议召开，议长小山松寿决定将斋藤隆夫提交给惩戒委员会审议。:372
3月6日，惩戒委员会一致决定对斋藤隆夫进行除名处分。随后于翌日，即3月7日，在眾议院本会议上进行了关于斋藤隆夫是否被除名的记名投票。:375:89本次会议于下午5时30分左右开始，投票约持续了40分钟。议场上空出了不到三分之一的席位，共有167名议员在场。民政党对除名表示赞成，并对党内议员施加了党纪束缚，但斋藤隆夫的好友岡崎久次郎却反对除名，并选择了退党。他成为民政党中唯一反对的一人。剩下的170名议员中，约四分之一的69人缺席或弃权。政友会中的久原派中有27名议员中有27名缺席或弃权，是该派最多的。政友会全会派中有5名反对票。倾向于军部的中島派中有97名议员中的16人缺席或弃权，而金光派10名中有4名缺席或弃权。社会大众党中有34名议员中，除了因病缺席的麻生外，10名议员弃权或缺席，而时局同志会中的30人中有5人弃权。无党派议员中，10人中有1人投了反对票，7人弃权或缺席。投票结果为总计303票，其中支持有296票，反对有7票，因此除名决议被确认。:89

## 引用
1. 1 2   . Modern Japan in archives.   [2024-02-07]. （原始内容存档于2021-05-13） （英语）.
2. 1 2 3  马国川. . . 中信出版集团. 2020. ISBN 9787521713855 （中文（简体））.
3. ↑  Kinmonth, Earl H.  . Journal of Japanese Studies. 1999, 25 (2)  [2024-02-07]. ISSN 0095-6848. doi:10.2307/133315. （原始内容存档于2023-10-14） （英语）.
4. ↑  Fouraker, Laurence.   (PDF). Sino-Japanese Studies. April 2000, 12 (2): 3–28  [2011-09-05]. （原始内容存档 (PDF)于2012-03-31）.
5. 1 2  高倉克也.  (PDF). 日本設備工業新聞.   [2024-02-07]. （原始内容存档 (PDF)于2024-02-08）.
6. ↑   . 衆議院事務局. 1940: 68–77  [2024-02-07]. （原始内容存档于2024-02-08） （日语）.
7. 1 2 3 4 5 6 7 8 9  粟屋憲太郎.  . 岩波書店〈岩波現代文庫〉. 2007. ISBN 9784006001889 （日语）.
8. 1 2  斎藤隆夫.  下. 中央公論新社. 2009. ISBN 978-4120040610 （日语）.
9. ↑  勝田龍夫.   下. 文藝春秋〈文春文庫〉. 2014. ISBN 978-4168130250 （日语）.
10. 1 2 3 4  大木操.  . 第一法規. 1980. ISBN 978-4474011779 （日语）.
11. 1 2 3 4 5  古川隆久.  . 吉川弘文館. 2001. ISBN 4-642-06658-6 （日语）.
12. ↑   . 1940-03-07  [2024-02-07]. （原始内容存档于2023-06-29） （日语）.

## 参阅书目
- 木舎幾三郎. . 政界往来社. 1956 （日语）.
- 松本健一.  . 岩波書店〈岩波現代文庫〉. 2007-6. ISBN 9784006031541 （日语）.